# Paul Jocky
Paul Jocky est l'un des premiers pasteurs du Cameroun.

## Biographie

### Débuts et Education
Paul Jocky est né en 1882, à Boninga, dans l'une des îles Malimba au Sud de l'archipel près de l'embouchure de la Sanaga dans le littoral du Cameroun. 

### Carrière
Il est le premier président de l'Église évangélique du Cameroun (EEC).
Il exerça le métier de traducteur à la présidence de la république camerounaise.

### Vie privée
Il épouse Elise Wanga en 1908. Le couple a de nombreux enfants. Il décède le 1er janvier 1967 à Malimba Gare.  

## Œuvres
...